# سان جیووانی ال ناتیزونه
سان جیووانی ال ناتیزونه (به ایتالیایی: San Giovanni al Natisone) یک کومونه در ایتالیا است که در استان اودینه واقع شده‌است. سان جیووانی ال ناتیزونه ۲۳٫۹ کیلومتر مربع مساحت و ۵٬۹۲۸ نفر جمعیت دارد و ۶۶ متر بالاتر از سطح دریا واقع شده‌است.

## خواهرخوانده
شهرهای فرانچاویلا فونتانا، Kuchl و Bystřice pod Hostýnem خواهرخوانده‌های سان جیووانی ال ناتیزونه هستند.